# Episodi di Les Mystères de l'amour (trentaseiesima stagione)
La trentaseiesima stagione della serie televisiva Les Mystères de l'amour è andata in onda in Francia dal 26 gennaio al 3 agosto 2025 sul canale Telemontecarlo.
In Italia è inedita.
| nº | Titolo originale        | Titolo italiano | Prima TV Francia | Prima TV Italia |
| -- | ----------------------- | --------------- | ---------------- | --------------- |
| 01 | Double recherche        |                 | 26 gennaio 2025  |                 |
| 02 | Déclaration inattendue  |                 | 2 febbraio 2025  |                 |
| 03 | La fièvre de l'or       |                 | 9 febbraio 2025  |                 |
| 04 | Heureuses nouvelles     |                 | 16 febbraio 2025 |                 |
| 05 | Cha Cha Chat            |                 | 23 febbraio 2025 |                 |
| 06 | Images volées           |                 | 2 marzo 2025     |                 |
| 07 | Mariage compromis       |                 | 9 marzo 2025     |                 |
| 08 | Etrange jalousie        |                 | 16 marzo 2025    |                 |
| 09 | Perverses manipulations |                 | 23 marzo 2025    |                 |
| 10 | Tromperies en série     |                 | 30 marzo 2025    |                 |
| 11 | Double surprise         |                 | 6 aprile 2025    |                 |
| 12 | En duel                 |                 | 13 aprile 2025   |                 |
| 13 | Profil idéal            |                 | 20 aprile 2025   |                 |
| 14 | Conflits                |                 | 27 aprile 2025   |                 |
| 15 | Larmes et alarmes       |                 | 4 maggio 2025    |                 |
| 16 | Proposition surprenante |                 | 11 maggio 2025   |                 |
| 17 | Rencontre sentimentale  |                 | 18 maggio 2025   |                 |
| 18 | Vaincre et convaincre   |                 | 25 maggio 2025   |                 |
| 19 | Ensemble                |                 | 1 giugno 2025    |                 |
| 20 | Enfin au courant        |                 | 8 giugno 2025    |                 |
| 21 | Concert triomphal       |                 | 15 giugno 2025   |                 |
| 22 | Le jour d'après         |                 | 22 giugno 2025   |                 |
| 23 | Entre amis              |                 | 6 luglio 2025    |                 |
| 24 | Fatale faiblesse        |                 | 13 luglio 2025   |                 |
| 25 | Chocs                   |                 | 20 luglio 2025   |                 |
| 26 | Ecoutes indiscrètes     |                 | 3 agosto 2025    |                 |